# ويلفرسدورف
ويلفرسدورف (بالألمانية: Wilfersdorf) هي مدينة في منطقة ميستلباخ في ولاية النمسا السفلى.